# Pyrrhula
Pyrrhula Brisson, 1760 è un genere di uccelli passeriformi della famiglia dei Fringillidi.

## Etimologia
Il nome scientifico del genere, Pyrrhula, significa "ciuffolotto" e deriva dal greco πυρρουλας (purrhoulas, "mangiatore di vermi"): esso venne utilizzato a partire dal Medioevo per descrivere questi uccelli a partire da un testo aristotelico in cui con tale nome veniva designato un non meglio identificato uccello dal petto rosso, corrispondente però più verosimilmente al pettirosso, visto anche il significato del nome.

## Descrizione
Si tratta di uccelli di 15–20 cm di lunghezza, dall'aspetto molto massiccio, muniti di grossa testa che dà l'impressione di essere incassata direttamente sul tronco e dotati di becco corto e di forma arrotondata. Le varie specie presentano piumaggio anche piuttosto differente, che va dal grigio cenere uniforme al beige al rosso, sempre però con presenza di nero cefalico (mascherina facciale o calotta) e di dicromatismo sessuale, coi maschi più colorati rispetto alle femmine.

## Biologia
Si tratta di uccelli dalle abitudini diurne e che vivono perlopiù in coppie, riunendosi anche in gruppetti durante il periodo invernale: durante il periodo degli amori, invece, le coppie divengono territoriali nei confronti dei conspecifici. La loro dieta è essenzialmente granivora ed in generale vegetariana, tuttavia essi possono sporadicamente nutrirsi anche di invertebrati e una parte consistente della dieta dei nidiacei è costituita da questo tipo di alimento.

## Distribuzione e habitat
I ciuffolotti hanno distribuzione paleartica, con la maggior parte delle specie diffusa in Asia (ben quattro, di cui due endemiche, abitano la catena dell'Himalaya) e due in Europa. Il loro habitat è rappresentato dalle aree alberate pedemontane di vario tipo, purché vi sia cibo a sufficienza ed una fonte d'acqua dolce permanente.

## Tassonomia
Al genere vengono ascritte sette specie:
- Pyrrhula nipalensis Hodgson, 1836 - ciuffolotto bruno
- Pyrrhula aurantiaca Gould, 1858 - ciuffolotto arancio
- Pyrrhula erythrocephala Vigors, 1832 - ciuffolotto testarossa
- Pyrrhula erythaca Blyth, 1862 - ciuffolotto testagrigia
- Pyrrhula leucogenis Grant, 1895 - ciuffolotto guancebianche
- Pyrrhula pyrrhula (Linnaeus, 1758) - ciuffolotto eurasiatico
- Pyrrhula murina Godman, 1866 - ciuffolotto delle Azzorre

I ciuffolotti fanno parte della tribù dei Pyrrhulini (alla quale danno il nome), nell'ambito della quale formano un clade basale col quasi omonimo ciuffolotto delle pinete, il quale rappresenta un taxon fratello all'ultimo antenato comune del genere, e dal quale questi uccelli avrebbero cominciato a divergere durante il Miocene.

All'interno del genere, sono distinguibili un clade del Sud Est Asiatico (dal quale hanno avuto origine gli altri) comprendente P. nipalensis e P. leucogenis, un clade himalayano comprendente P. aurantiaca, P. erythaca e P. erythrocephala ed un clade eurasiatico comprendente P. pyrrhula e P. murina (fino a tempi recenti considerata una sottospecie della precedente).